# Reina Regente (1906)
Reina Regente byl chráněný křižník španělského námořnictva. Ve službě byl v letech 1910–1926. Za první světové války byl využíván k výcviku.

## Stavba

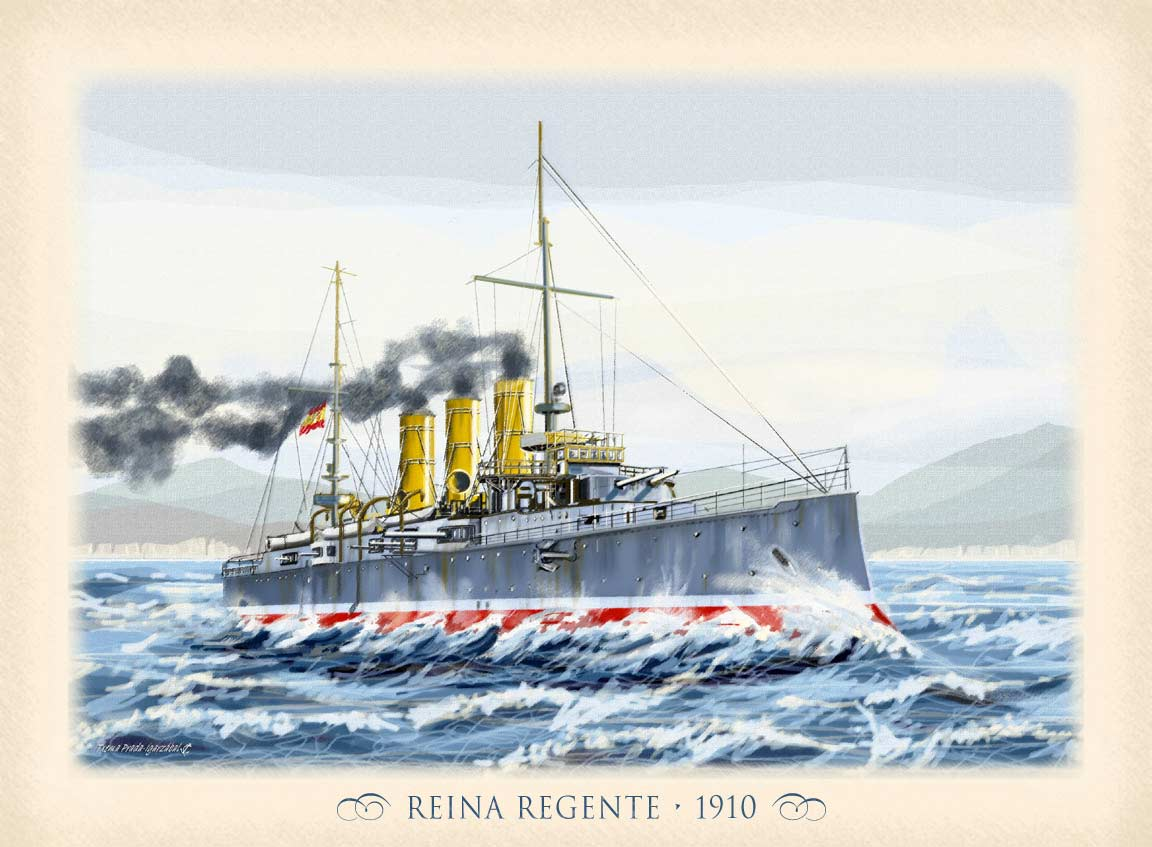
Reina Regente

Křižník Reina Regente postavila španělská loděnice Arsenal del Ferrol ve Ferrolu. Kýl byl založen 19. března 1897. Křižník byl na vodu spuštěn 20. září 1906 a do služby byl přijat 8. října 1910. Stavba křižníku trvala třináct let a v době dokončení již byl zastaralý.

## Konstrukce

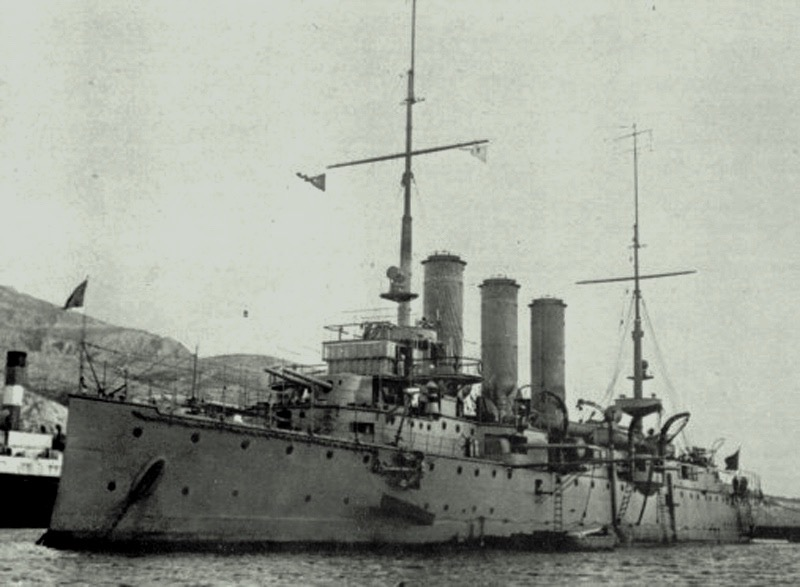
Reina Regente

Hlavní výzbroj křižníku představovalo deset 150mm/48 kanónů TR Gonzales de Rueda, z toho čtyři ve dvoudělových věžích na přídi a na zádi a šest umístěných po jednom a krytých štíty. Doplňovalo je dvanáct 57mm/42 kanónů Nordenfelt a osm 37mm/27 kanónů Maxim. Pohonný systém tvořilo dvanáct kotlů Belleville a dva parní stroje s trojnásobnou expanzí o výkonu 11 000 hp, pohánějící dva lodní šrouby. Neseno bylo 1190 tun uhlí. Nejvyšší rychlost dosahovala 19,5 uzlu.